# Esther Lederberg
Esther Miriam Lederberg (Bronx, Nova Iorque, 18 de dezembro de 1922 — Stanford, Califórnia, 11 de novembro de 2006) foi uma microbiologista e geneticista estadunidense.

## Vida
Nascida Esther Miriam Zimmer, filha de emigrantes austro-húngaros. Em dezembro de 1946 se casou com seu colega Joshua Lederberg. O casal separou-se depois de 20 anos de casamento. Em 1993 se casou com o engenheiro Matthew Simon. Morreu em 2006 em Stanford de pneumonia associada com insuficiência cardíaca.
Conhecida como pioneira da genética de bactérias, formada pela Hunter College em bioquímica, onde estudou botânica, zoologia, embriologia e micologia, além de obter seu mestrado em 1946 pela Universidade de Stanford, onde trabalhou como colaboradora do trabalho que auxiliou Beadle e Tatum a ganharem o Prêmio Nobel de medicina ou fisiologia em 1958. Seu doutorado foi obtido em 1950 pela Universidade de Wisconsin. 
Depois de se divorciar em 1966, ela tomou a iniciativa de criar um grupo de apoio voltado para mulheres divorciadas na Universidade de Stanford. Antes disso, já havia demonstrado grande envolvimento com atividades culturais, tendo fundado a Orquestra de Flautas Doces da Península Média. 

## Carreira científica
Lederberg descobriu em 1950 o fago λ. Juntamente com seu marido Joshua Lederberg descobriu a transferência de genes entre bactérias através de transdução específica e desenvolveu com ele a técnica de carimbo em microbiologia. Também participou significativamente na descoberta do fator de fertilidade.
Esther criou uma técnica conhecida como placa réplica (Replica plating) para estudar mutações em bactérias, facilitando e acelerando a pesquisa sobre a resistência bacteriana aos antibióticos. O método utilizava a base de uma placa de Petri, permitindo a transferência das bactérias de cada colônia para a mesma posição em outra placa, preservando sua organização original.